# 蕃坊
蕃坊（はんぼう、ばんぼう）は唐代より中国で形成された外国商人の居留地である。番村、番坊ともいう。一般に、西域経由のムスリムは胡人（ウイグル人、ソグド人など）と同一視され、南海経由のムスリムは非ムスリム（啓典の民やゾロアスター教徒、ヒンズー教徒）などと共に番人・番民と呼ばれた。コーカソイドやオーストラロイドのアラブ人・ペルシャ人・インド人のほか、宋代に海南島に移住したチャム人ムスリム（オチャ Utsat）など、モンゴロイドのムスリムも番民と呼ばれ、所三亜番村＝いま三亜市回新村あたりに居住した（回回、回民とは呼ばれなかった）。
盛唐、8世紀初め、広州に市舶司が設置され、広州が長安・洛陽や揚州に向かうムスリム商人の基地となった。これに応じてムスリムなど外国商人の居留地域が形成されたことが蕃坊の起源とされる。唐代の市舶司は広州のみにあったため、アラブ人・ペルシャ人著述家によるアラブ史料にみえる交易都市Khanfuも広州（広府）に比定され、蕃坊はここに集中していたと考えられている（Khanfu については、広府＝広州ではなく、邗府＝揚州とみなす意見もある）。9世紀なかば、Yan Shaw（黄巣？）率いる反乱軍によりKhanfuに居住していた多くのムスリムが殺害されたというアラブ史料が残されており、広州大虐殺と呼ばれる。ただし、「旧唐書」「新唐書」の黄巣の乱関係記事には該当するような虐殺の描写は無い。
宋代以降、蕃坊は寧波などのほかの中国沿海各都市にもみられた。